# Nils Bech
Nils Bech, född 8 april 1981 i Hønefoss, är en norsk sångare och performanceartist. 

## Biografi
Bech växte upp i Vikersund. Han tränade sig till att bli operasångare från att han var 10 till 21 år gammal. Genombrottet kom 2012 med albumet Look Inside och han fick samma år ett tioårigt stipendium för unga konstnärer.
I Bechs låtskrivande är kärlek ett återkommande tema. Sången präglas av falsett och när han sjunger på engelska har han ett uttal där han inte strävar efter att låta perfekt engelsk. Som popsångare har han beskrivits som avantgarde.
Bech medverkade i den norska serien Skam med sin version av "O helga natt" och efter att avsnittet sändes i december 2016 fick låten en viral framgång med över 1 miljon streamningar på musiktjänsten Spotify. Han uppträdde på New Museum of Contemporary Art i New York 2011.
2013 medverkade han som både sångare och skådespelare i en uppsättning på Nationaltheatret.

## Diskografi
Studioalbum
- 2010 – Look Back
- 2012 – Look Inside [7][8]
- 2014 – One Year [9][10]
- 2016 – Echo [4]

Singlar
- 2012 – "A Sudden Sickness"
- 2016 – "O Helga Natt"
- 2017 – "Apart"